# Fiesta del Monfí
La Fiesta del Monfí es una fiesta anual celebrada en octubre en el municipio español de Cútar (Málaga). Durante dos días, sábado y domingo, Cútar se engalana al estilo árabe, sus calles empinadas se llenan de puestos ambulantes que venden todo lo relacionado con la cultura andalusí, como piezas de artesanía en barro, plantas aromáticas, dulces típicos, etc. Hay degustaciones de frito moruno, calabaza frita, vino del terreno, pasas, higos, etc, también regalan a los asistentes jabón artesano hecho con aceite usado y reciclado. La gente del pueblo, incluso los niños, se visten con chilabas y trajes típicos árabes.
En estos dos días de convivencia que empieza con un pasacalles, se realizan numerosos talleres, juegos, bailes y exhibiciones para todos los grupos de edades, a destacar: la danza del vientre, ajedrez, exhibición de cetrería, tiro con arco, etc. 